# Relación n-aria
En matemáticas y lógica, una relación n-aria R (o a menudo comúnmente relación) es una generalización de la relación binaria, donde R está formada por una tupla de n términos:
{\displaystyle R=\{(x_{1},x_{2},\ldots ,x_{n}):\;x_{1}\in X_{1}\;\land \;x_{2}\in X_{2}\;\land \;\ldots \;\land \;x_{n}\in X_{n}\;\land \;R(x_{1},x_{2},\ldots ,x_{n})={\rm {{verdadero}\}}}}
Un predicado n-ario: {\displaystyle R(x_{1},x_{2},\ldots ,x_{n})={\rm {verdadero}}} es una función a valores de verdad de n variables.
Debido a que una relación como la anterior define de manera única un predicado n-ario que vale para {\displaystyle x_{1},x_{2},\ldots ,x_{n}} si y sólo si {\displaystyle (x_{1},x_{2},\ldots ,x_{n})} está en {\displaystyle R\,}, y viceversa, la relación y el predicado se denotan a menudo con el mismo símbolo. Así pues, por ejemplo, las dos proposiciones siguientes se consideran como equivalentes:
- {\displaystyle R(x_{1},x_{2},\ldots ,x_{n})}
- {\displaystyle (x_{1},x_{2},\ldots ,x_{n})\in R}

## Ejemplo
La siguiente relación, definida sobre el conjunto N de los números naturales, es n-aria, pues posee n términos:
{\displaystyle C=\{(a_{1},a_{2},\ldots ,\;a_{n}):\;(a_{1},a_{2},\ldots ,\;a_{n})\in \mathbb {N} ^{n}\;\land \;(a_{1}<a_{2}<\ldots \;<a_{n})\}}
La relación dice que cada uno de los términos es mayor que el anterior. El valor de n es un parámetro fijo, que se puede explicitar, o bien dejar como genérico, para describir un caso general.

## Subtipos
Las relaciones se clasifican según el número de conjuntos en el producto cartesiano; en otras palabras, el número de términos en la expresión:
- Relación unaria: R(x).
- Relación binaria: R(x, y).
- Relación ternaria: R(x, y, z).
- Relación cuaternaria: R(x, y, z, t).

Las relaciones con más de 4 términos generalmente se llaman n-arias; por ejemplo "una relación 5-aria".